# Bratske, Pokrovske
Bratske (în ucraineană Братське) este un sat în comuna Andriivka din raionul Pokrovske, regiunea Dnipropetrovsk, Ucraina.

## Demografie
Componența lingvistică a localității Bratske
     Ucraineană (97,78%)
     Rusă (2%)
     Alte limbi (0,22%)
Conform recensământului din 2001, majoritatea populației localității Bratske era vorbitoare de ucraineană (97,78%), existând în minoritate și vorbitori de rusă (2%).